# Łatwopalni
Łatwopalni – singel Maryli Rodowicz promujący album Tribute to Agnieszka Osiecka: Łatwopalni, wydany w 1997 nakładem wydawnictwa muzycznego Universal Music Polska. Słowa do piosenki napisał Jacek Cygan, a muzykę skomponował Robert Janson. Utwór został stworzony w hołdzie dla Agnieszki Osieckiej.
Utwór jest pierwszą piosenką w karierze Rodowicz, która dotarła na szczyt Listy przebojów Programu Trzeciego.
Piosenka wykonywana była przez Rodowicz m.in. w trakcie koncertu jubileuszowego Pamiętajcie o ogrodach podczas 35. Krajowego Festiwalu Piosenki Polskiej w Opolu oraz podczas 35. Międzynarodowego Festiwalu Piosenki w Sopocie.

## Lista utworów
Opracowano na podstawie materiału źródłowego.
1. „Łatwopalni” –  3:39

## Notowania utworu
| Lista                                                            | Pozycja |
| ---------------------------------------------------------------- | ------- |
| Wietrzne Radio (Top 15)                                          | 1       |
| Program III Polskiego Radia (Lista Przebojów Programu Trzeciego) | 1       |
| Polskie Radio Szczecin (Szczecińska Lista Przebojów)             | 18      |